# Я вижу всю комнату… Но в ней никого нет!
«Я вижу всю комнату… Но в ней никого нет!» (англ. I Can See the Whole Room...and There's Nobody in It!) — картина в стиле поп-арт, созданная американским художником Роем Лихтенштейном в 1961 году. На ней изображён мужчина, смотрящий в глазок. Ранее она была рекордсменом по самой высокой аукционной цене для работы Лихтенштейна.
Работа основана на созданной американским карикатуристом Уильямом Овергардом панели комикса «Стив Роупер». В своём варианте Лихтенштейн усилил внимание зрителей на повествование и расширил использование цвета в изображении. Как и в оригинале, его картина использует тему взгляда и специально фокусируется на механизированном зрении, а также монокулярности.

## История
Ставший основой для картины Лихтенштейна рисунок Уильяма Овергарда был им написан для комикса «Стив Роупер» и опубликован печатной синдикацией «Publishers Syndicate» 6 августа 1961 года. Работа Лихтенштейна «Я вижу всю комнату… Но в ней никого нет!», размером 120 на 120 см, была написана на холсте карандашом, маслом и акриловой краской. На картине изображён мужчина, смотрящий через отверстие в двери. Его палец вытянут, чтобы открыть круглый глазок, одновременно позволяющий художнику представить лицо мужчины. В картине также используется текстовой баллон.
Картина была продана коллекционером Кортни Сейл Росс за $43,2 млн, что вдвое превышало её расчётную оценку, на аукционе Кристис в Нью-Йорке в ноябре 2011 года; муж продавца, Стив Росс, приобрёл её на аукционе в 1988 году за $2,1 млн. А первоначально работа Лихтенштейна была продана за $550 в 1961 году. Продажа картины «Я вижу всю комнату… Но в ней никого нет!» в 2011 году превзошла рекорд в $42,6 млн для произведений Лихтенштейна, установленный предыдущим ноябрём продажей «Ох… Ну хорошо…», а в мае следующего года этот рекорд был побит продажей «Спящей девушкой», которая была приобретена за $44,8 млн.

## Описание
Картина дразнит зрителя, у которого создаётся ощущение, что он находится в тёмной комнате, рассматриваемой главным субъектом картины, заглядывающим через дверной глазок. Повествовательный элемент изображения представляет собой текстовой баллон, в который заключена фраза «Я вижу всю комнату… Но в ней никого нет!» (англ. I Can See the Whole Room...and There's Nobody in It!). Таким образом мужчина ничего не видит в комнате, хотя он хорошо вглядывается в неё. Работа является сатирической ссылкой на абстракцию, потому что её можно представить как монохромное полотно, на которое оказывает влияние герой, вставивший свой палец, а также повествование, которое нарушает это воображение. Этот палец также оценивается как фаллический символ.
Текстовой баллон делает релевантным весь холст, обращая внимание зрителя на всю ширину картины, а кривые извилины баллона объединяют повествование с несколькими другими графическими элементами картины. Лихтенштейн добавил цвет, включая все основные цвета, преобразовав оригинал и делая ссылку на механическое воспроизведение с помощью техники Бен-Дей. Как и в работе того же года «Смотри, Микки» в картине «Я вижу всю комнату… Но в ней никого нет!» есть основания рассматривать её как своего рода автопортрет. Субъект протягивает палец через круглое отверстие, что можно оценить как самореференцию, потому что это отсылает к трафаретной печати Лихтенштейна с помощью техники Бен-Дей, когда цветные точки на поверхность картины наносятся через экран с устройством, не слишком отличающимся по размеру и форме от пальца.
Картина является примером представления Лихтенштейна о неопределённости одноглазой перспективы. Она оценивается как работа на тему «фокусное зрение и слепота», являясь ярким примером этой темы, проходящей через искусство Лихтенштейна, относящееся к зрению. Он использует повествование, чтобы подчеркнуть её, играя как на круглом глазке, так и на круглых глазах. Изображённое механическое устройство (глазок в этом случае), почти имитирующее объектив камеры, вынуждает зрение перейти в монокулярный формат.